# Osmos

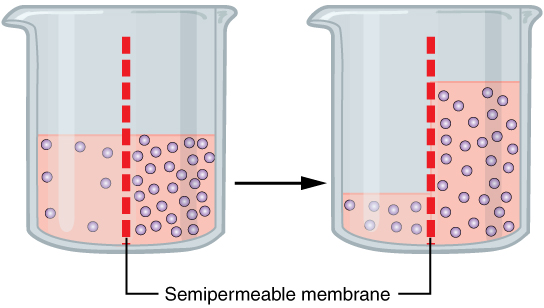
Bilden visar två lösningar av salt i vatten med olika koncentration av saltjoner. Saltlösningarna åtskiljs av ett semipermeabelt membran. Då kommer vatten att flöda genom membranet. Saltjonerna (eller andra stora lösta molekyler eller joner)) är för stora för att passera genom membranets porer. Lösningsmedlet (oftast vatten) utmärks här som rosafärgat, utan att enskilda vattenmolekyler visas.

Osmos är ett fysikaliskt fenomen som uppstår vid ett halvgenomträngligt membran med vätskelösning på bägge sidor. Mellan de båda sidorna, helt åtskilda av membranet, transporteras vätska beroende på olika koncentration av upplösta ämnen.

## Effekt och funktion
Osmos uppstår när:
- vätskelösningen innehåller lösta ämnen eller partiklar som inte kan passera genom membranet, men lösningsmedlet kan passera, och
- de lösta partiklarna (molekylerna) är ojämnt fördelade på de bägge sidorna.

Effekten av osmos är att lösningsmedel (oftast vatten) spontant rör sig genom membranet så att volymen av vätskelösning ökar på ena sidan. Den synliga verkan av osmos kan vara att:
- vätskenivån blir olika på ömse sidor om membranet (se figur),
- ett föremål som innehåller lösta partiklar sväller när lösningsmedel strömmar in, eller omvänt
- ett vattenhaltigt föremål krymper därför att vatten strömmar ut ur det om det är i kontakt med vatten som har en hög halt av lösta partiklar.

Membranet som hindrar stora molekyler men släpper igenom vattenmolekyler är ofta cellmembran i levande organismer. En välkänd effekt som tillskrivits osmos är att körsbär spricker om för mycket rent regn faller på dem (denna förklaring har dock ifrågasatts).
En teoretisk förståelse av osmos fordrar förkunskaper i fysik. De molekylära mekanismerna som driver osmos är inte fullt förstådda. Erkända forskare har framlagt olika förklaringar. Vanliga skolboksförklaringar av osmos har bedömts vara missvisande av naturvetenskapliga forskare. Lekmannen kan därför inte förvänta sig att korta förklaringar av osmos skall ge en fullständig och korrekt bild av fenomenet; det gäller även denna artikel. 
Tillräcklig kunskap är för de flesta att känna till den praktiska betydelsen som osmos har: om en högre koncentration av stora molekyler (eller joner) finns på ena sidan av ett membran som vatten (men inte de stora molekylerna) kan ta sig igenom, kommer vatten att röra sig genom membranet till den sida som har högre koncentration av stora molekyler (som på bilden härintill).

## Två begrepp
Två olika begrepp finns för att, indirekt, ange osmotiskt tryck:
- Molaritet (mol per dm³ lösning) dvs substansmängden löst ämne dividerat med lösningens volym.
- Molalitet (mol per kg lösningsmedel) dvs substansmängden löst ämne dividerat med lösningsmedlets massa.

Om membranet är genomträngligt för vätskan men inte för de salter som finns i vätskan (semipermeabelt), kommer vätskan att strömma genom membranet till dess att osmotisk jämvikt uppstått.
Osmos är en transport av lösningsämnen som beror på skillnaden i koncentration mellan de molekyler som kan passera genom membranet. Nettotransporten av dessa molekyler sker från den sida där dessa molekyler har högst koncentration till den andra sidan. Osmos kan förstås genom att man betraktar den som diffusion genom ett semipermeabelt membran. Osmosen kan påskyndas av elektriska fält, elektrisk endosmos. 
Man kan experimentera med osmos genom att hälla vätskan eller lösningen i ett kärl, som tillsluts med den hinna (membran) som skall undersökas. Kärlet vänds så att vätskan täcker hinnans ena yta och förs ned i en annan vätska, så att denna berör hinnans andra yta. Om den yttre vätskan eller ett ämne som är löst i det tränger in i kärlet kallas det endosmos. Om ämne som är löst i vätskan vandrar ut ur kärlet, genom hinnan, kallas det exosmos. Exosmos användes i så kallade dialysatorer för att skilja ut kristalliserbara ämnen ur lösningar som innehåller så kallade kolloider, särskilt proteiner. Se också diffusion. 
Om man sänker ned en cell eller cellsamling i en vätska med samma osmotiska tryck som cellinnehållet, blir det ingen nettoström av vatten, vare sig in eller ut genom cellmembranen. En sådan vätska är för celler från djur, till exempel röda blodkroppar, en koksaltlösning innehållande en viss procenthalt koksalt, under en procent. Denna lösning spelar en mycket viktig roll vid fysiologiska försök och kallas fysiologisk koksaltlösning.

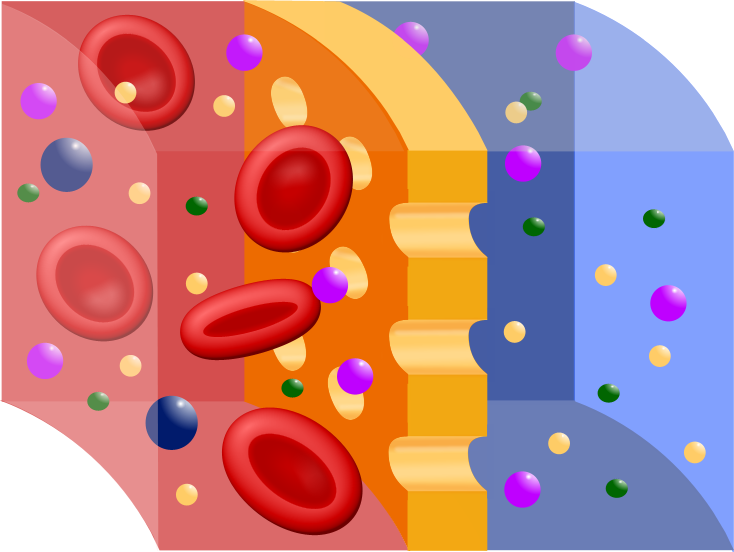
Semipermeabelt membran.

I naturen förekommer många så kallade semipermeabla membran, det vill säga sådana skiljeväggar som släpper igenom en del av en blandning, men inte andra delar. Så släpper till exempel den levande cellens vägg igenom vatten ur en omgivande lösning, men inte koksalt som är upplöst i vattnet. Inte heller släpper det ut de i cellvätskan lösta salterna, syrorna eller proteinerna. Men i vissa fall släpper membranet ut vatten till den omgivande lösningen.

## Experiment
Den tyske fysiologen Ludwig Traube lyckades åstadkomma oorganiska semipermeabla membran med liknande egenskaper, det vill säga med förmåga att släppa igenom vatten, men inte ämnen som är lösta i vattnet. För detta syfte kan man till exempel använda den hinna av ferrocyankoppar som bildas vid gränsytan mellan en lösning av ett kopparsalt (till exempel kopparvitriol) och ferrocyankalium (gult blodlutsalt). För att hinnan skall få ett stöd och kunna tåla yttre tryck, kan man fälla ut ferrocyankopparen inuti en porös lerplatta. Ett kärl vars vägg delvis består av en sådan hinna (den övriga delen består av glas eller annat ogenomträngligt material) är en artificiell cell. 
Om man fyller den artificiella cellen med en lösning, exempelvis av en procent rörsocker i vatten, och sätter ned den i vatten, strävar sockret att blanda sig med vattnet (diffusion). Men detta kan inte ske genom att sockermolekylerna går genom hinnan ut i det omgivande vattnet, för hinnan släpper inte igenom sockermolekyler, utan vattnet måste tränga in utifrån in i cellen (osmos). Nu kan man å andra sidan genom att använda tillräckligt tryck inuti cellen (som för detta ändamål är försedd med en manometer) pressa ut vatten ur sockerlösningen. Ett visst tryck (som avläses på manometern) är tillräckligt att hålla jämvikten mot vattnets inträngande, och detta kallas lösningens osmotiska tryck. 
Botanisten Wilhelm Pfeffer fann på detta sätt att det osmotiska trycket för en-procentig sockerlösning är 0,67 atmosfärer. För 2-procentig lösning är det osmotiska trycket nära dubbelt så stort. Växtfysiologen Hugo de Vries i Amsterdam och djurfysiologen Hartog Jacob Hamburger i Utrecht gjorde med hjälp av levande celler många mätningar av storleken av det osmotiska trycket hos lösningar. Ur det sålunda samlade materialet härledde Jacobus Henricus van't Hoff-lagen som säger att en lösnings osmotiska tryck är precis så stort som gastrycket av den gas, som innehåller det lösta ämnet i gasform i samma volym som lösningen intar. Denna sats ledde van't Hoff till långtgående konsekvenser, varigenom det osmotiska tryckets proportionalitet mot skillnaden mellan lösningens och lösningsmedlets fryspunkter (den så kallade fryspunktsnedsättningen) eller mellan deras kokpunkter (kokpunktshöjningen) och också mellan deras ångtryck (ångtrycksnedsättningen) fastställdes och blev huvudsatsen i hans teori, som tillsammans med den elektrolytiska dissociationsteorin bildar grunden för teorin om lösningar och som innebar stora förändringar i synen på den fysikaliska och allmänna kemin. 
Även för fysiologin har den elektrolytiska dissociationsteorin haft stor betydelse, och därmed har också det osmotiska trycket varit viktigt för den fysiologiska forskningen. 
Liksom gasernas tryck beror på gasmolekylernas stötar mot det omslutande kärlets väggar (kinetisk gasteori), beror också det osmotiska trycket på stötar av lösningsmedlets och det lösta ämnets molekyler mot det för dem ogenomträngliga membranet. Det kan vara ganska svårt att mäta det osmotiska trycket, men det kan härledas ur lösningens frys- eller kokpunkt. Ur dess storlek kan molekylmassan hos det lösta ämnet beräknas vilket har stor betydelse för kemin.